# Dionysia robusta
Dionysia robusta är en viveväxtart som beskrevs av Simin Younesi 2016. Dionysia robusta ingår i dionysosvivesläktet som ingår i familjen viveväxter. Dionysia robusta är namngiven efter dess växtsätt då den bildar stora och robusta plantor.
Dionysia robusta är känd från två lokaliteter, båda i västra Zagros i Ilam i Iran på mellan 1500 och 1800 meter över havet.
Plantorna bildar täta stora, upp till 70 cm, kuddar som blommar med gula blommor i maj.

## Bilder

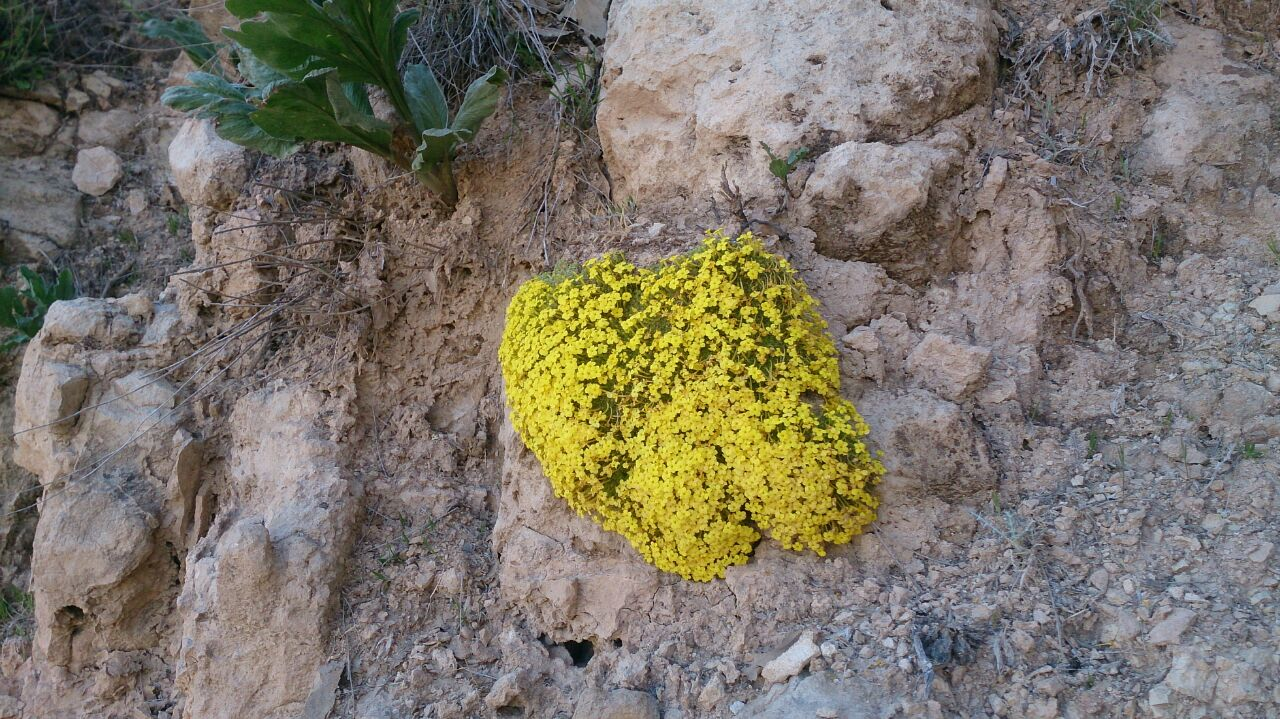
Exemplar i västra Zagros.